# Purpuricenus nigronotatus
Purpuricenus nigronotatus är en skalbaggsart som beskrevs av Maurice Pic 1907. Purpuricenus nigronotatus ingår i släktet Purpuricenus och familjen långhorningar. Inga underarter finns listade i Catalogue of Life.